# Res Publica (tijdschrift)
Res Publica was een Nederlandstalig politiek-wetenschappelijk tijdschrift. Het kwartaalblad is gericht op Nederland en Vlaanderen. Het biedt wetenschappelijke artikelen over een breed scala aan politicologische onderwerpen, maar ook ruimte aan opiniestukken en discussies.

## Historiek
In 1959 werd het tijdschrift - de naam verwijst naar het Latijnse res publica - voor het eerst uitgegeven door het Belgisch instituut voor wetenschap der politiek (Institut belge de science politique). In 1979 werd deze instelling herdoopt tot het Politicologisch Instituut. Van 2003 tot en met 2018 werd de uitgave verzorgd door Uitgeverij Acco. Daarna hield het op te bestaan.